# 長谷川萌
長谷川 萌（はせがわ もえ、4月19日 - ）は、元信越放送 (SBC) のアナウンサー。

## 来歴
新潟県長岡市出身。大学在学時にはテレビ朝日アスクにも通っていた。
2012年に信越放送に入社し、同局のアナウンサーになる。同期に、総合職で採用された後にアナウンサーに転じた久野大地がいる。2023年12月末をもって同社を退社した。

## 担当番組

### テレビ番組
- SBCニュースワイド - お天気コーナー担当[2]
- 3時は!ららら♪[2]
- ずくだせテレビ - コーナー担当[1] → 月曜・火曜・水曜MC[4]
- SBCスペシャル[1]

### ラジオ番組
- 情報わんさかGOGOワイド!らじ★カン - 水曜担当[1]
- ともラジ[4]